# Älvängen

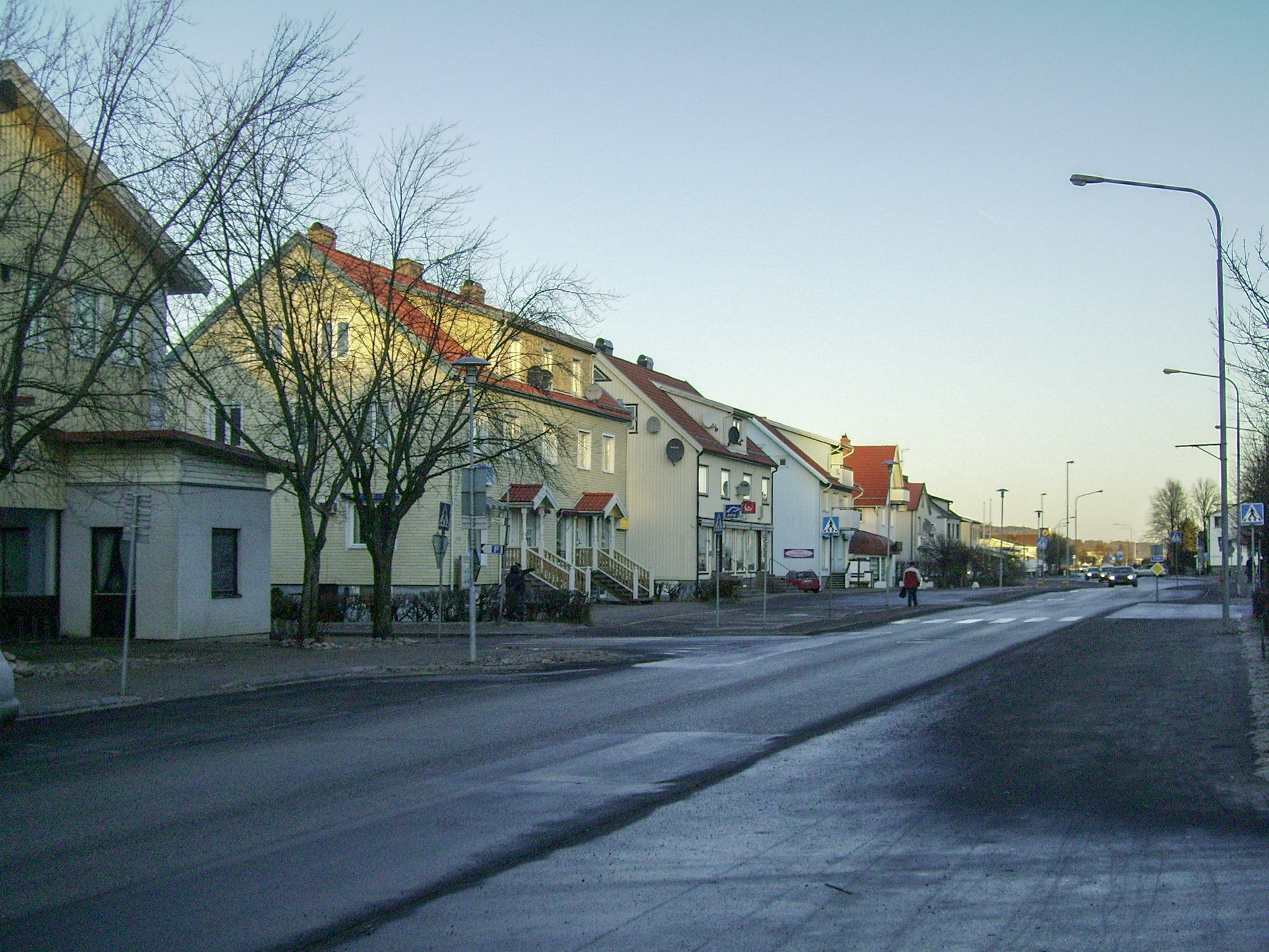
Straße in Älvängen

Älvängen ist ein Ort in der schwedischen Provinz Västra Götalands län und der historischen Provinz Västergötland mit fast 5000 Einwohnern (2015). Er liegt 30 Kilometer nördlich von Göteborg am östlichen Ufer des Göta älv und gehört zur Gemeinde Ale.
Die Eisenbahnlinie, an der Älvängen gegründet wurde, wurde 1886 eröffnet und 1970 stillgelegt. Seit 2004 verkehrt jedoch wieder der Pendeltåg nach Göteborg. Im Ort befand sich mit PA Carlmark AB bis zum Konkurs im Jahr 2003 Schwedens größte Seilerei.